# Associació Europea de Clubs d'Hoquei sobre Patins
L'Associació Europea de Clubs d'Hoquei sobre Patins (en anglès: European Hockey Clubs Association, o també EHCA) és una associació de clubs d'hoquei sobre patins europeus, creada el 5 de setembre de 2019. Fundada per vuit clubs europeus: FC Barcelona, HC Liceo, Reus Deportiu, CE Noia, FC Porto, UD Oliveirense, Sporting CP i SL Benfica, el seu objectiu és defensar els interessos dels clubs a nivell europeu, tenir un paper actiu i assessorar a les organitzacions internacionals del patinatge, així com potenciar la pràctica de l'hoquei sobre patins a tot Europa. Entre d'altres decisions, va comunicar el seu suport a la suspensió de les competicions europees de la temporada 2019-20 degut al risc de contagi públic del COVID-19. Per altra banda, també projecta dissenyar un nou model de Lliga Europea, similar a altres esports professionals, que donaria inici a partir de la temporada 2021-22.